# Кубок Польщі з футболу 2023—2024
Кубок Польщі з футболу 2023–2024 — 70-й розіграш кубкового футбольного турніру в Польщі. Титул захищала «Легія» (Варшава), яка припинила боротьбу вже у 1/8 фіналу після поразки від «Корони». Володарем трофею вп'яте у своїй історії стала краківська «Вісла».
Вперше з 1996 року та вп'яте в історії турніру володарем Кубка стала команда не з вищого дивізіону.

## Календар
| Раунд            | Дата                         | Матчі | Клуби   |
| ---------------- | ---------------------------- | ----- | ------- |
| Попередній раунд | 2–10 серпня 2023             | 10    | 70 → 60 |
| Перший раунд     | 19–28 вересня 2023           | 28    | 60 → 32 |
| 1/16 фіналу      | 31 жовтня – 8 листопада 2023 | 16    | 32 → 16 |
| 1/8 фіналу       | 5–7 грудня 2023              | 8     | 16 → 8  |
| 1/4 фіналу       | 27–28 лютого 2024            | 4     | 8 → 4   |
| 1/2 фіналу       | 3 квітня 2024                | 2     | 4 → 2   |
| Фінал            | 2 травня 2024                | 1     | 2 → 1   |

## Попередній раунд
| Команда 1              | Рахунок      | Команда 2                |
| ---------------------- | ------------ | ------------------------ |
| 2 серпня 2023          |              |                          |
| Котвиця (Колобжег) (3) | 2:1          | Заглембє-2 (Любін) (3)   |
| 8 серпня 2023          |              |                          |
| ККС 1925 Каліш (3)     | 1:1 пен. 3:0 | ГКС (Ястшембе) (3)       |
| Зніч (Прушкув) (2)     | 4:1          | Гурник (Польковіце) (4)  |
| 9 серпня 2023          |              |                          |
| Хойнічанка (3)         | 2:0          | Шльонськ-2 (Вроцлав) (4) |
| Сандеція (3)           | 1:2          | Гарбарня (Краків) (4)    |
| ОКС Стоміл (3)         | 1:2          | Радуня (Стенжиця) (3)    |
| Вісла (Пулави) (3)     | 2:0          | Гутник (Краків) (3)      |
| Мотор (Люблін) (2)     | 1:0          | Лех-2 (Познань) (3)      |
| Погонь (Седльце) (3)   | 2:1          | Олімпія (Ельблонг) (3)   |
| 10 серпня 2023         |              |                          |
| Полонія (Варшава) (2)  | 3:2          | Сярка (Тарнобжег) (4)    |

## Перший раунд
| Команда 1                           | Рахунок      | Команда 2                |
| ----------------------------------- | ------------ | ------------------------ |
| 19 вересня 2023                     |              |                          |
| Медзь-2 (5)                         | 0:3          | Сталь (Ряшів) (2)        |
| 26 вересня 2023                     |              |                          |
| Погонь (Седльці) (3)                | 1:3          | Подбескідзе (2)          |
| Конкордія (Ельблонг) (4)            | 0:4          | Відзев (Лодзь)           |
| Одра (Ополе) (2)                    | 1:2          | Сталь (Мелець)           |
| Мотор (Люблін) (2)                  | 0:1          | Пуща (Неполомиці)        |
| Ягеллонія-2 (Білосток) (4)          | 1:2          | Корона (Кельці)          |
| ККС 1925 Каліш (3)                  | 2:3          | ЛКС (Лодзь)              |
| Старт (Краснистав) (5)              | 0:4          | Завіша (Бидгощ) (4)      |
| Вісла (Пулави) (3)                  | 3:1          | Хробри (2)               |
| Вєчиста (Краків) (4)                | 0:4          | П'яст (Гливиці)          |
| Скра (Ченстохова) (3)               | 2:3 дч       | Полонія (Варшава) (2)    |
| Ягеллонія (Білосток)                | 2:0          | Шльонськ (Вроцлав)       |
| Медзь (2)                           | 0:2          | Арка (Гдиня) (2)         |
| 27 вересня 2023                     |              |                          |
| Сталь (Бжеґ) (5)                    | 4:0          | Унія (Скерневиці) (4)    |
| Сокул (Клечев) (4)                  | 2:3 дч       | Заглембє (Любін)         |
| Сталь (Стальова Воля) (3)           | 2:0          | Зніч (Прушкув) (2)       |
| Каріна (Губин) (4)                  | 4:1          | Радуня (Стенжиця) (3)    |
| Легія II (Варшава) (4)              | 3:2          | Рух (Хожув)              |
| КСЗО (Островець-Свентокшиський) (4) | 1:2          | Варта (Познань)          |
| ГКС (Катовиці) (2)                  | 0:4          | Гурник (Забже)           |
| Гриф (Вейгерово) (5)                | 1:3          | Заглембє (Сосновець) (2) |
| Гурник (Ленчна) (2)                 | 3:4          | Краковія                 |
| Гарбарня (Краків) (4)               | 2:1          | Радом'як (Радом)         |
| Хойнічанка (3)                      | 2:3          | Ресовія (Ряшів) (2)      |
| 28 вересня 2023                     |              |                          |
| ГКС (Тихи) (2)                      | 3:1          | Вісла (Плоцьк) (2)       |
| Котвиця (Колобжег) (3)              | 4:4 пен. 3:4 | Брук-Бет Термаліка (2)   |
| Погонь-2 (Щецин) (4)                | 1:4          | Полонія (Битом) (3)      |
| Вісла (Краків) (2)                  | 2:1 дч       | Лехія (Гданськ) (2)      |

## 1/16 фіналу
| Команда 1                | Рахунок | Команда 2                 |
| ------------------------ | ------- | ------------------------- |
| 31 жовтня 2023           |         |                           |
| Сталь (Ряшів) (2)        | 1:0     | Пуща (Неполомиці)         |
| Завіша (Бидгощ) (4)      | 0:4     | Лех (Познань)             |
| Брук-Бет Термаліка (2)   | 0:1     | П'яст (Гливиці)           |
| Каріна (Губин) (4)       | 1:0     | Сталь (Стальова Воля) (3) |
| Легія II (Варшава) (4)   | 2:4 дч  | Корона (Кельці)           |
| Сталь (Бжеґ) (5)         | 0:4     | Варта (Познань)           |
| Заглембє (Сосновець) (2) | 1:2 дч  | Гурник (Забже)            |
| 2 листопада 2023         |         |                           |
| Краковія                 | 1:0     | Заглембє (Любін)          |
| ЛКС (Лодзь)              | 0:2 дч  | Ракув                     |
| ГКС (Тихи) (2)           | 0:3     | Легія (Варшава)           |
| 7 листопада 2023         |         |                           |
| Подбескідзе (2)          | 0:1     | Погонь (Щецин)            |
| Вісла (Краків) (2)       | 3:0     | Полонія (Варшава) (2)     |
| 8 листопада 2023         |         |                           |
| Гарбарня (Краків) (4)    | 2:4 дч  | Сталь (Мелець)            |
| Полонія (Битом) (3)      | 1:3 дч  | Арка (Гдиня) (2)          |
| Ресовія (Ряшів) (2)      | 1:3     | Ягеллонія (Білосток)      |
| Вісла (Пулави) (3)       | 1:4     | Відзев (Лодзь)            |

## 1/8 фіналу
| Команда 1            | Рахунок | Команда 2         |
| -------------------- | ------- | ----------------- |
| 5 грудня 2023        |         |                   |
| Ягеллонія (Білосток) | 2:0     | Варта (Познань)   |
| Погонь (Щецин)       | 2:1 дч  | Гурник (Забже)    |
| 6 грудня 2023        |         |                   |
| Сталь (Мелець)       | 1:2     | Відзев (Лодзь)    |
| Ракув                | 1:0 дч  | Краковія          |
| Корона (Кельці)      | 2:1 дч  | Легія (Варшава)   |
| 7 грудня 2023        |         |                   |
| Каріна (Губин) (4)   | 2:5     | П'яст (Гливиці)   |
| Вісла (Краків) (2)   | 4:1     | Сталь (Ряшів) (2) |
| Арка (Гдиня) (2)     | 0:1     | Лех (Познань)     |

## 1/4 фіналу
| Команда 1            | Рахунок | Команда 2       |
| -------------------- | ------- | --------------- |
| 27 лютого 2024       |         |                 |
| П'яст (Гливиці)      | 3:0     | Ракув           |
| Лех (Познань)        | 0:1 дч  | Погонь (Щецин)  |
| 28 лютого 2024       |         |                 |
| Ягеллонія (Білосток) | 2:1 дч  | Корона (Кельці) |
| Вісла (Краків) (2)   | 2:1 дч  | Відзев (Лодзь)  |

## 1/2 фіналу
| Команда 1          | Рахунок | Команда 2            |
| ------------------ | ------- | -------------------- |
| 3 квітня 2024      |         |                      |
| Погонь (Щецин)     | 2:1 дч  | Ягеллонія (Білосток) |
| Вісла (Краків) (2) | 2:1     | П'яст (Гливиці)      |

## Фінал
| 2 травня 2024 17:00 |

| «Погонь»    | 1:2 (дч) | «Вісла» (Краків)             |
| ----------- | -------- | ---------------------------- |
| Кулуріс 75' |          | Сатрустегі 90+10' Родадо 93' |

| «Народовий», Варшава Глядачів: 47 506 Арбітр: Томаш Квятковський |